# Agustí Buades i Frau
Agustí Buades i Frau (Palma, 1804-1871) va ser un pintor mallorquí.
Pare d'Agustí Buades i Muntaner, també pintor. Va ser un artista de formació autodidacta que s'adaptà als més diversos estils. La seva obra és ben coneguda, ja que s'ha conservat el seu Libro de Razón on duia un registre minuciós de la seva obra (des de 1822 a 1871). Començà a pintar de molt jove entorn de 1822, encara que no va ser fins al període 1833-1836 quan desplegà amb intensitat la seva activitat artística.
La seva producció va ser molt abundant i en ella s'hi pot seguir la seva evolució estilística, basada, segons Catalina Cantarellas, en el dibuix correcte, la tècnica acurada i l'interès pel detall descriptiu, preferència per tons obscurs i l'aillament on situa el tema en relació al seu entorn.
Considerat com un dels millors retratistes mallorquins del segle xix, també va tractar molt la temàtica religiosa, sovint fent còpies d'autors com Murillo, Rubens, Correggio, etc. Treballà els cartons de tapisseria, els frontals d'altar i els betlems. El seu estil pot ser considerat classicista, sense influència d'altres tendències contemporànies com el romanticisme. Va ser un pintor sol·licitat per l'alta societat mallorquina i per les institucions públiques i eclesiàstiques. De la seva producció pictòrica són remarcables els retrats del seu fill, de Ramon Despuig, comte de Montenegro (1834), de Joan Muntaner, governador de la Mitra (1841) i dels bisbes de Mallorca Rafael Manso (medalla d'or de la Diputació Provincial de les Illes Balears, 1848) i Miquel Salvà.
Demostrà bones condicions d'escenògraf amb el seu betlem de figures retallades. La seva obra es troba a les col·leccions de l'Ajuntament de Ciutat, del Consell de Mallorca, Museu de Lluc, col·lecció dels germans Buades Tomàs i Museu de Valldemossa.